# Faggala
Faggala (arabiska: الفجّالة) är ett distrikt i centrala Kairo, Egypten nära Ramses-torget. Det har sedan lång tid varit en viktig plats för publicering av böcker, troligtvis den största i landet. 